# Niki de Saint Phalle
Catherine-Marie-Agnes Fal de Saint Phalle, més coneguda com a Niki de Saint Phalle (Neuilly-sur-Seine, 29 d'octubre de 1930 - San Diego, Califòrnia, 21 de maig de 2002) fou una escultora, pintora i cineasta francesa. Àmpliament reconeguda com una de les poques dones especialitzades en escultura monumental, també fou coneguda pel seu compromís social.

## Biografia
Va néixer a Neuilly, una localitat prop de París, filla de la nord-americana Jeanne Jacqueline (abans Jeanne Harper) i del comte André-Marie Fal de Saint Phalle, un banquer francès. Tenia quatre germans. Després de perdre-ho tot durant la Gran depressió, la família es va traslladar des de França als Estats Units el 1933. Durant el transcurs de la seva adolescència, va ser model: als divuit anys, va aparèixer a la portada de Life (26 de setembre de 1949) i, al cap de tres anys, a la portada de l'edició francesa de Vogue.
Als divuit anys, Saint Phalle es va escapar amb l'escriptor Harry Mathews, que coneixia des dels dotze anys, i es van traslladar a Cambridge, Massachusetts. Mentre el seu marit estudiava música a Harvard, Saint Phalle va començar a pintar, experimentant amb diferents materials i estils. La seva primera filla, Laura, va néixer l'abril de 1951.
Saint Phalle rebutjava els valors conservadors i puritans de la seva família, que dictava que les dones havien de quedar-se a casa i seguir una conducta estricta. El poeta John Ashbery recordava que el clan Saint Phalle (en particular, el seu oncle patern Alexandre) rebutjava les inclinacions artístiques de la Niki. Però, en casar-se jove, i ser mare, es va trobar vivint en el mateix estil de vida burgès que havia intentat de defugir; el conflicte intern, i els records de la violació que li havia fet el seu pare quan només tenia onze anys van provocar-li una crisi nerviosa. Com a teràpia, li van receptar de continuar pintant.
Mentre era a París, fent de model en un reportatge, li van presentar el pintor americà Hugh Weiss, que es va convertir en el seu amic i mestre. La va animar a continuar pintant amb el seu estil autodidacte.
Més endavant es va traslladar a Deià, a l'illa de Mallorca, on va néixer el seu fill Philip el maig de 1955. En aquesta època, va llegir l'obra de Proust i va visitar Madrid i Barcelona, on va quedar profundament impressionada per l'obra de Gaudí. La influència de Gaudí va obrir-li moltes possibilitats que fins llavors no havia imaginat, especialment amb l'ús de materials poc habituals i objets-trouvés com a elements estructurals de l'escultura i l'arquitectura. Va quedar especialment afectada pel Park Güell, que la va decidir a fer algun dia el seu propi art de jardí, que combinaria alhora elements artístics i naturals.

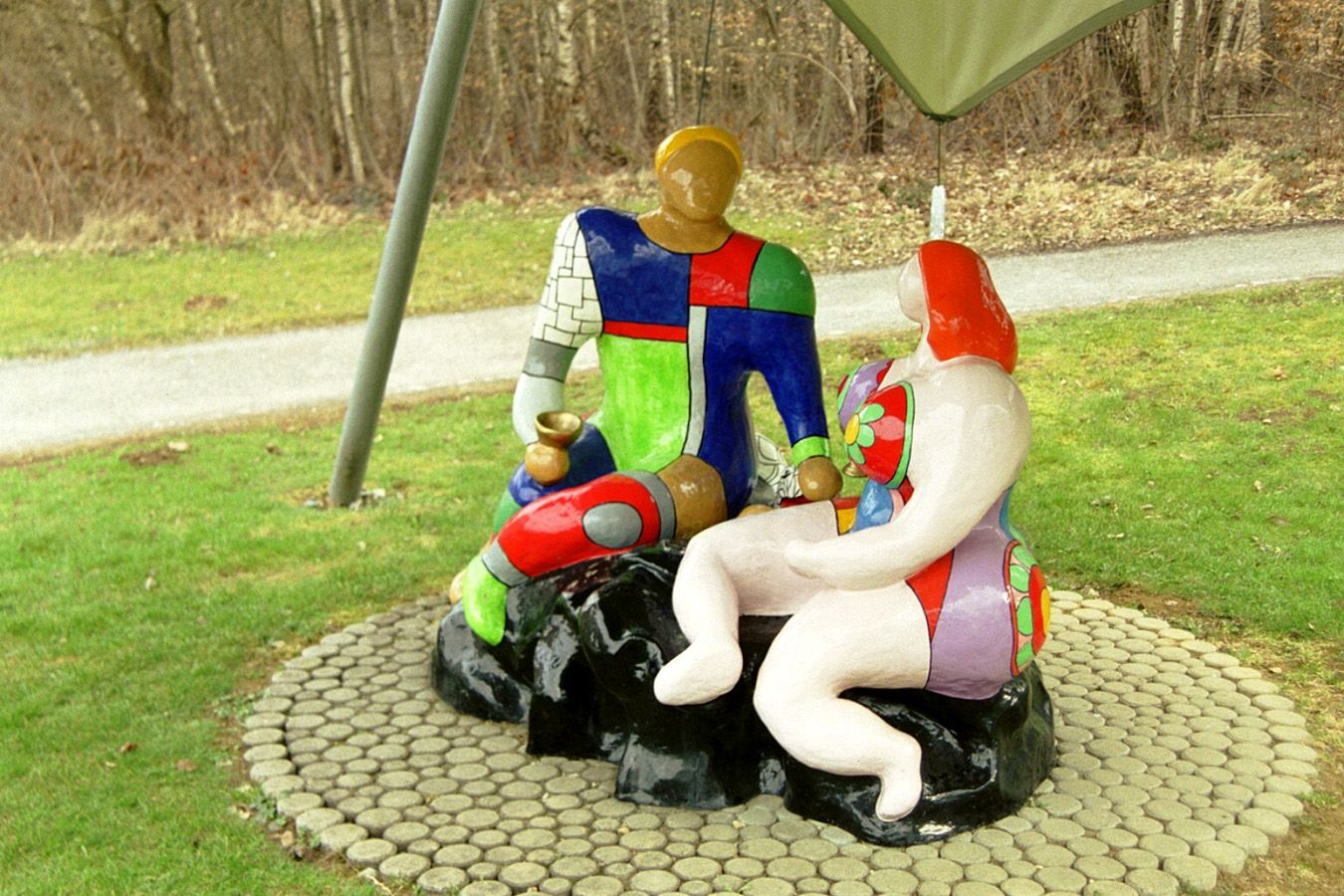
Adam i Eva, a Ulm

Saint Phalle va continuar pintant, sobretot després de traslladar-se amb la seva família a París a mitjans dels anys 1950. La seva primera exposició es va fer el 1956 a Suïssa, on va mostrar el seu estil naïf de pintura a l'oli. Després es va dedicar al collage, que sovint incorporava imatges d'instruments violents, com pistoles i ganivets.
A finals dels anys 1950, Saint Phalle va caure malalta d'hipertiroïdisme, i la van operar el 1958. A principis dels anys 1960, va deixar el seu primer marit.

### Shooting Paintingsi Nanas
Saint Phalle va crear "shooting paintings" (quadres tirotejats) a principis dels anys 1960. Aquestes obres eren bosses de polietilè de pintura amb forma humana cobertes de guix blanc. Després disparava a les obres perquè s'obrissin les bosses de pintura i es creés la imatge.
Després dels "shooting paintings" va arribar un període en què va explorar els diferents rols de la dona. Feia nines de mida natural de dones, com núvies i mares donant a llum. Estaven fetes sobretot de guix sobre una estructura de filferro i joguines de plàstic, i després es pintaven tot de blanc.
Inspirada per l'embaràs de la seva amiga Clarice Price, la dona de l'artista nord-americà Larry Rivers, va començar a utilitzar les seves obres per considerar figures femenines arquetípiques en relació amb el seu pensament sobre la posició de les dones a la societat. La seva expressió artística de la proverbial dona normal es va anomenar 'Nanas'. Les primeres d'aquestes formes amb posat lliure, fetes de paper maixé, fil, i teixit, es van exposar a la Galeria Alexander Iolas de París el setembre de 1965. Per aquesta exposició, Iolas va publicar el seu primer llibre artístic, que incloïa manuscrits seus en combinació amb els seus dibuixos de 'Bananas'. Animada per Iolas, va començar a produir molta obra gràfica per acompanyar les seves exposicions, que incloïa pòsters, llibres, i escrits.
El 1966, Saint Phalle va col·laborar amb el pintor i escultor Jean Tinguely i Per Olof Ultvedt en una instal·lació escultòrica gegant, "hon-en katedral" ("ella-una catedral") per al Moderna Museet, a Estocolm, Suècia. La forma externa de "hon" és una 'Nana' gegant, ajaguda, i s'hi entre passant entre les seves cames. L'obra va provocar una reacció enorme en revistes i diaris de tot el món. La qualitat interactiva del "hon" combinada amb una fascinació continuada amb tipus d'arquitectura fantàstica van intensificar la seva resolució de plasmar en la realitat els seus somnis arquitectònics. Durant la construcció de la "hon-en katedral," va conèixer l'artista suís Rico Weber, que es va convertir en ajudant de Saint Phalle i de Jean Tinguely. Durant els anys 1960, també va dissenyar els decorats i vestits de dues produccions teatrals: un ballet de Roland Petit, i una adaptació de l'obra d'Aristòfanes "Lisístrata."
El 1971, Saint Phalle i Tinguely es van casar.

## El Jardí del Tarot
Influïda pel Park Güell de Gaudí a Barcelona, i el Parco dei Mostri de Bomarzo, així com el Palais Idéal de Ferdinand Cheval, i les Watts Towers de Simon Rodia, Saint Phalle va decidir que volia fer una cosa semblant; un parc d'escultures monumental creat per una dona. El 1979 va adquirir terra a Garavicchio, a la Toscana, a uns 100 km al nord-oest de Roma seguint la costa. El jardí, anomenat Giardino dei Tarocchi en italià, conté escultures dels símbols de les cartes del Tarot. El jardí va trigar molts anys a fer-se, i va suposar una despesa important. Es va obrir el 1998, després de gairebé vint anys de feina. El seu principal benefactor durant aquella època fou la família Agnelli.

## Últims anys
Saint Phalle va traslladar-se a Califòrnia el 1994. El 17 de novembre de 2000 la van nomenar ciutadana honorífica de Hannover, Alemanya, i va donar 300 obres seves al Museu Sprengel. El 2001, va fer una altra donació de 170 peces al Musée d'art moderne et d'art contemporain de Niça. Saint Phalle va morir d'emfisema a Califòrnia el 21 de maig de 2002.

## Obra pública
Com a homenatge a Saint Phalle, la seva obra es va exposar a Nova York, al centre de Park Avenue, entre els carrers 52 i 60 el novembre de 2012.

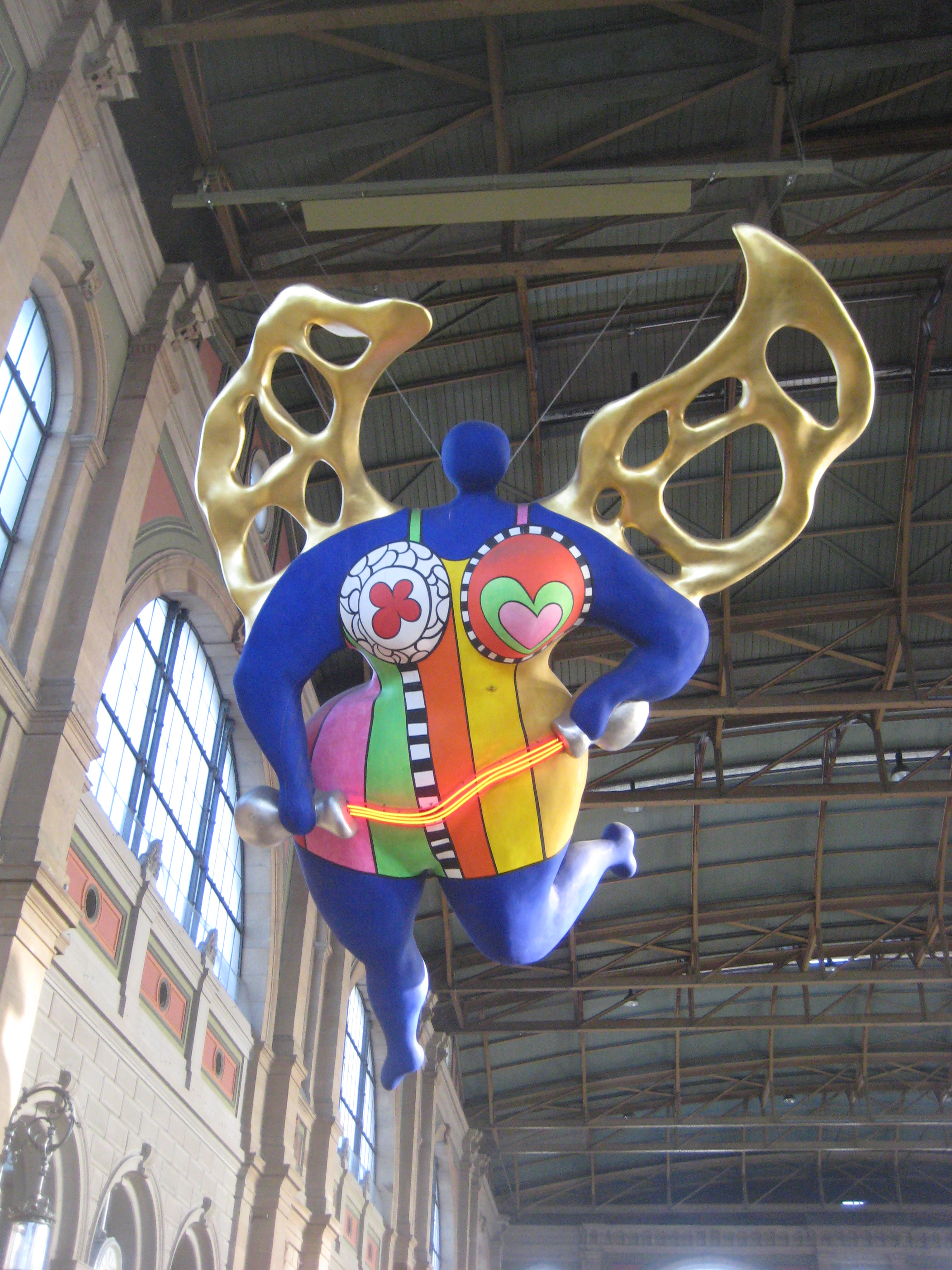
L'àngel Protector a la sala principal de l'estació de Zúric

Moltes escultures de Saint Phalle són grosses i algunes s'exposen en llocs públics, com per exemple:
- L'estàtua de Miles Davis a l'exterior de l'Hotel Negresco de Niça.
- La Font Stravinsky (o Font dels autòmats) a prop del Centre Pompidou, París (1982)—també conté obra de Jean Tinguely
- Fontaine de Château-Chinon, a Château-Chinon (Ville), Nièvre. Col·laboració amb Jean Tinguely
- L'Àngel Protector a l'estació de Zúric
- Nanas, al llarg del Leibnizufer a Hannover (1974).
- Queen Califia's Magical Circle, un parc escultòric a Kit Carson Park, Escondido (Califòrnia)[10]
- Sun God (1983), una criatura alada fantàstica, al costat del Faculty Club, al campus de la Universitat de Califòrnia a San Diego, part de la Stuart Collection d'art públic.
- La Lune / La lluna, una escultura situada dins del Brea Mall a Brea (Califòrnia).
- Nikigator i "Poet and Muse", dues escultures del Museu Internacional Mingei a The Prado, Balboa Park a San Diego, Califòrnia.
- Coming Together, San Diego Convention Center[11]
- Grotto als jardins reials Herrenhäuser de Hannover, Alemanya[12]
- Cyclop a Milly-La-Forêt, França—escultura monumental col·laborativa amb Jean Tinguely, a.o.[13]
- Golem a Jerusalem[14]
- Noah's Ark parc escultòric en col·laboració amb l'arquitecte suís Mario Botta al Jerusalem Biblical Zoo[15][16]
- Lebensretter-Brunnen / Font Salvavides a Duisburg, Alemanya
- L'Oiseau de Feu sur l'Arche / Ocell de foc (literalment, “Ocell de Foc sobre un Arc”), al Bechtler Plaza de Charlotte (Carolina del Nord)[17]
- Miss Black Power al museu a l'aire lliure de Hakone, al Japó
- La Tempérance (1992) al Centre Hamilius, Luxemburg-Ville, Luxemburg (aquesta obra no està exposada actualment perquè s'està enderrocant el centre).[18]

## Literatura
- Niki de Saint Phalle, Pontus Hultén, ISBN 3-7757-0582-1. Publicat amb motiu d'una exposició a Bonn
- Traces: An Autobiography Remembering 1930–1949, Niki de Saint Phalle, ISBN 2-940033-43-9
- Harry & Me. The Family Years, Niki de Saint Phalle, ISBN 3-7165-1442-X
- Niki de Saint Phalle: Catalogue Raisonné: 1949–2000, Janice Parente a.o., ISBN 2-940033-48-X
- Niki De Saint Phalle: Monographie/Monograph, Michel de Grece a.o., ISBN 2-940033-63-3
- Niki's World: Niki De Saint Phalle, Ulrich Krempel, ISBN 3-7913-3068-3
- Niki de Saint Phalle. My art, my dreams, Carla Schultz-Hoffmann (Editor), ISBN 3-7913-2876-X
- AIDS: You can't catch it holding hands, Niki de Saint Phalle, ISBN 0-932499-52-X
- Niki de Saint Phalle: Insider-Outsider. World Inspired Art, Niki de Saint Phalle, Martha Longenecker (Editor), ISBN 0-914155-10-5
- Niki De Saint Phalle: The Tarot Garden, Anna Mazzanti, ISBN 88-8158-167-1
- Niki de Saint Phalle: La Grotte, ISBN 3-7757-1276-3
- Jo Applin, "Alberto Burri and Niki de Saint Phalle: Relief Sculpture and Violence in the Sixties', Source: Notes in the History of Art, Winter 2008

## Pel·lícules
- Daddy, 1973, escrita i dirigida per Saint Phalle i Peter Whitehead.
- Un rêve plus long que la nuit, 1971, escrita i dirigida per Saint Phalle.
- Niki de Saint Phalle: Wer ist das Monster – Du oder ich?, 1995, de Peter Schamoni en col·laboració amb Saint Phalle.